# Diocèse de St Albans
Le diocèse de St Albans est un diocèse anglican de la Province de Cantorbéry. Il s'étend sur les comtés traditionnelles du Bedfordshire et du Hertfordshire, ainsi que sur un petit peu du borough londonien de Barnet. Son siège est la cathédrale de St Albans.
Le diocèse est divisé en trois archidiaconés : à St Albans même, à Hertford et à Bedford. Deux évêques suffragants en relèvent : les évêques de Hertford et de Bedford.